# Charles Juchault des Jamonières
Pour les autres membres de la famille, voir Famille Juchault.
Charles Arthur Joseph Christophe Juchault, baron des Jamonières, né le 18 avril 1902 au manoir de la Vignette (Le Cellier) et mort le 16 août 1970 à Saint-Herblain, est un tireur sportif et poète français.

## Biographie

### Jeunesse et études
Charles des Jamonières est le fils de Léon Juchault, baron des Jamonières, propriétaire viticulteur, adjoint au maire du Cellier, et de Charlotte Litou.
Il suit des études de lettres et de droit à Poitiers, Nantes et à l'École libre des sciences politiques.

### Parcours sportif
Débutant le tir sportif à la société « La Mire du Cellier » et licencié à la « Saint-Hubert de l'Ouest », il s'entraine sur un terrain propriété de sa famille aux Mazères. Il remporte un premier titre de champion de France jeunesse au tir au fusil Lebel en 1922, à 200 mètres, avant de s'orienter vers le tir au pistolet, remportant plusieurs championnat de France dans la discipline. Il conserve le record de tir à 50 mètres durant plus d'un quart de siècle.
Il a participé aux Jeux olympiques de Berlin en 1936, de Londres en 1948 et de Melbourne en 1956. 
Il hérite du manoir de la Vignette en 1947. En 1967, il tente d'acquérir le château de Clermont, également situé sur la commune du Cellier et ancienne propriété familiale, mais perd les enchères face à l'acteur Louis de Funès, marié à l'une des membres de la famille des anciens propriétaires, qui achète le lieu pour 830 000 francs de l'époque.
S'intéressant aux lettres et à la poésie, il obtient dix-huit grands prix, dont celui de la ville d'Arles en 1967, et est membre de diverses sociétés littéraires (Académie Violette, etc).
Il est inhumé dans la chapelle familiale du Chaffault à Saint-Philbert-de-Grand-Lieu.

## Palmarès
- Jeux olympiques d'été de 1936, à Berlin
  - au pistolet, 50 mètres,  Médaille de bronze
  - au pistolet, feu rapide, 25 mètres
- Jeux olympiques d'été de 1948, à Londres
  - au pistolet, feu rapide, 25 mètres, 10e
- Jeux olympiques d'été de 1956, à Melbourne
  - au pistolet, 50 mètres, 20e
  - au pistolet, feu rapide, 25 mètres, 27e

## Œuvre littéraire
- Automne (1925)
- Arles

## Divers
Un stand de tir aux armes porte son nom, à La Chapelle-sur-Erdre.